# Stromae
Paul Van Haver, mai bine cunsocut ca Stromae (pronunție în franceză [stʁɔmaj]; n. 12 martie 1985, Bruxelles) este un cântăreț-compozitor belgian. El a devenit prima oară cunoscut cu piesa „Alors on danse”, care a fost numărul unu pentru mai multe săptămâni în topurile din mai multe țări europene.

## Viața
S-a născut dintr-un tată ruandez și o mamă belgiană. La unsprezece ani, Paul Van Haver deja se arăta interesat de muzică și a mers la l'Académie Musicale de Jette, unde a studiat istoria muzicii și a învățat să bată la tobe. 
În anul 2000, s-a lansat ca rapper cu numele Opmaestro, deși mai târziu și-a schimbat numele în Stromae („Maestro” cu silabele inversate, o practică numită verlan). Cu acest nume, Van Haver a devenit faimos.
La 18 ani, a fondat un grup de rap numit „Suspicion”, împreună cu rapperul „J.E.D.I.” în Echiof. Au produs cântecul și videoclipul muzical „Faut que t'arrête le Rap...”, deși mai târziu J.E.D.I. a decis să părăsească duo-ul rap. 
Pentru a-și putea finanța studiile la o școală privată, Van Haver a lucrat cu jumătate de normă în industria hotelieră, dar notele sale de la școală nu au fost îndeajuns de bune. Mai târziu, când s-a înscris la L'Institut National de Radioélectricité et Cinématographie, și-a lansat primul său album „Juste un cerveau, un flow, un fond et un mic...”. 
În 2004, a semnat un contract pe patru ani cu „Because Music” și „Kilomaître”. În 2009, a lucrat ca tânăr stagiar la postul de radio muzical NRJ în Bruxelles. Vincent Verbelen, Music Manager, a fost impresionat de talentul lui Stromae, difuzând piesa „Alors on danse” pentru prima oară la radioul NRJ. Răspunsul din partea ascultătorilor a fost extrem de entuziast, iar cariera lui Stromae a fost lansată. Vânzările au ajuns pe primul loc în Belgia în numai câteva săptămâni.
Vertigo Records, o casă de discuri a Mercury Records Franța (Universal Music Group), a semnat cu el nu după mult timp un contract de acordare a licențelor la nivel mondial.

## Discografie

### Albume de studio
- Cheese (2010)
- Racine carrée (2013)
- Multitude (2022)

### EP
- Juste un cerveau, un flow, un fond et un mic… (2007)

### Mixtapes
- Freestyle Finest (2006)
- Mixture Electro (2009)

### Albume video
- Racine carrée Live (2015)